# 2014 en Ontario
Chronologie de l'Ontario
- 2010
- 2011
- 2012
- 2013
- 2014
- 2015
- 2016
- 2017
- 2018

Cette page concerne des événements survenus en 2014 dans la province canadienne de l'Ontario.

## Politique
- Première ministre: Kathleen Wynne (Parti libéral)
- Chef de l'Opposition: Tim Hudak puis Jim Wilson (Parti progressiste-conservateur)
- Lieutenant-gouverneur: David Onley puis Elizabeth Dowdeswell
- Législature: 40e puis 41e

## Événements

### Janvier
- Mercredi 29 janvier : le chanteur Justin Bieber est arrêté par la police de Toronto pour faire face à des accusations d'agression[1].

### Février
- Jeudi 13 février : dans les deux élections partielles ontarienne, le néo-démocrate Wayne Gates remporte Niagara Falls à la suite de la démission de Kim Craitor (en) et le progressiste-conservateur Gila Martow (en) remporte Thornhill à la suite de la démission de Peter Shurman (en). Les libéraux sortent grands perdants de cette élection partielle, et plusieurs analystes soutiennent l'hypothèse que les néo-démocrates rejetteront le budget libéral au printemps, déclenchant une élection générale[2],[3].

### Mars
- Mercredi 12 mars : la députée néo-démocrate de Trinity—Spadina et veuve de Jack Layton, Olivia Chow annonce qu'elle quitte ses fonctions pour se présenter à la mairie de Toronto aux élections municipales du mois d'octobre[4].
- Mardi 18 mars: le ministre des Finances du Canada Jim Flaherty annonce sa démission. Il reste cependant député de sa circonscription de Whitby—Oshawa[5]. Le député d'Eglinton—Lawrence Joe Oliver lui succède officiellement le lendemain[6].
- Mardi 25 mars : la première ministre Kathleen Wynne effectue un remaniement ministériel de son cabinet à la suite de la démission de Linda Jeffrey, qui quitte la politique provinciale pour se lancer dans la course à la mairie de Brampton. Madeleine Meilleur reçoit le poste de Procureure Générale, qu'elle est la première franco-ontarienne à obtenir. Yasir Naqvi obtient son ancien ministère, de la Sécurité communautaire et des services communautaires, qui cède lui-même son ministère du Travail (en) à Kevin Flynn. Bill Mauro (en) hérite du portfolio des Affaires municipales et du Logement (en), et John Gerretsen devient Président du Conseil des ministres (en)[7].

### Avril
- Mardi 1er avril : le député libéral de Scarborough—Agincourt Jim Karygiannis présente sa démission pour se porter candidat comme conseiller municipal à Toronto aux élections municipales ontariennes d'octobre 2014[8].
- Jeudi 10 avril : l'ancien ministre des Finances du Canada et député de Whitby—Oshawa Jim Flaherty décède d'une crise cardiaque à l'âge de 64 ans[9].
- Mercredi 30 avril : le maire de Toronto Rob Ford annonce qu'il prend un congé à la suite d'un abus de substances, selon son avocat[10].

### Mai
- Jeudi 1er mai : dépôt du budget du gouvernement[11]. Le chef du Parti progressiste-conservateur Tim Hudak annonce que son caucus votera contre le budget libéral, proposé plus tôt ce jour-là.
- Vendredi 2 mai :
  - La chef du NPD Andrea Horwath annonce que son parti votera contre le budget du gouvernement et à déclarer des élections au printemps[12].
  - La première ministre Kathleen Wynne annonce des élections générales pour le 12 juin.
- Dimanche 11 mai : Plus de 700 résidents sont évacués à Thunder Bay ou à Greenstone en raison de la crue de la rivière Albany ayant provoqué d'importantes inondations et forcé la communauté à déclarer l'état d'urgence[13].
- Lundi 12 mai : l'Association des enseignantes et des enseignants franco-ontariens (AEFO) célèbre ses 75 ans d'existence[14].
- Mardi 27 mai : Aucun engagement n'a été discuté pour la cause des francophones lors du débat en français diffusée sur TFO et Radio-Canada[15].

### Juin
- Mardi 3 juin : pour la première fois, le débat des chefs en anglais est majoritairement féminin, deux femmes contre un homme, lors de la diffusion sur les ondes de CBC, CTV, Global, CPAC, TVO, Sun News et CHCH.
- Jeudi 12 juin : la 41e élection générale ontarienne se tient pour élire les députés provinciaux dans les 107 circonscriptions ontariennes. Kathleen Wynne remporte la victoire et formera un gouvernement libéral majoritaire et elle devient la première femme à être élue à une élection générale en Ontario ainsi que la première lesbienne à être élue à une élection générale à une province canadienne. Le résultat est de 58 libéraux élus (38,64 %), 28 progressiste-conservateurs (31,25 %) et 21 néo-démocrates (23,76 %). Tim Hudak annonce qu'il continue d'assumer les fonctions de chef du Parti progressiste-conservateur en attendant un successeur et la chef du NPD Andrea Horwath laisse sous-entendre qu'elle continue à diriger.
- Dimanche 14 juin : élection Ontario annonce une erreur dans le comptage des votes dans la circonscription de Thornhill. La libérale Sandra Yeung Racco, donnée vainqueur le 12 juin est battue par la députée progressiste-conservatrice sortante, Gila Martow, par moins de 100 voix.
- Mardi 17 juin : une tornade frappe le sud de l'Ontario causant d'importants dommages dans le corridor allant d'Angus à Barrie[16].
- Jeudi 26 juin : la Présidente du Conseil des académies canadiennes (en) Elizabeth Dowdeswell est nommée prochaine lieutenante-gouverneur de l'Ontario, par le Premier ministre canadien Stephen Harper. Son entrée en fonction n'est pas encore déterminée[17].
- Lundi 30 juin : deux élections partielles fédérales auront lieu à Scarborough—Agincourt et Trinity—Spadina.

### Juillet
- Mercredi 2 juillet : assermentation de la 41e législature de l'Ontario, à l'Assemblée législative. Le chef progressiste-conservateur Tim Hudak démissionne, et cède sa place au député de Simcoe-Grey Jim Wilson (en) en tant que le chef intérimaire en attendant l'élection d'un nouveau chef[18].
- Jeudi 10 juillet : le déraillement d'un train de marchandise à Brockville provoque l'arrêt temporaire de tous les trains de VIA Rail entre Ottawa et Toronto. L'incident ne fait aucune victime, et aucune fuite toxique ni incendie n'est provoqué[19].
- Lundi 14 juillet : le gouvernement Wynne dépose le budget, identique à celui qui avait été déposé le 1er mai et qui avait résulté en un déclenchement d'élection[20].

### Septembre
- Vendredi 12 septembre : malgré un problème d'une tumeur, le maire de Toronto Rob Ford se retire sa candidature à la mairie, mais qui sera conseiller municipal aux élections du mois prochain. Bien qu'il ne se représentera pas comme conseiller, son frère Doug Ford lui prend sa place[21].
- Mardi 23 septembre : la nouvelle lieutenante-gouverneure de l'Ontario Elizabeth Dowdeswell est maintenant assermentée[22].

### Octobre
- Dimanche 19 octobre : à la suite du décès du maire du canton de Russell Jean-Paul Saint-Pierre alors qui tente de se faire réélire, une élection partielle à la mairie sera organisé dans trois mois. Le seul candidat à la mairie et son cousin Donald St-Pierre a décidé de suspendre sa campagne électorale jusqu'à nouvel ordre[23]. Au moins, les élections des neuf candidats aux quatre poste de conseillers municipaux continuent comme prévu[24].
- Lundi 27 octobre : des élections municipales seront tenues dans toute la province afin de faire élire des maires, des conseillers municipaux et des conseillers scolaires.

### Novembre
- Jeudi 20 novembre : le député néo-démocrate provincial de Sudbury Joe Cimino annonce sa démission, à la suite des raisons familiales.

### Décembre
- Lundi 15 décembre : le conseiller Pierre Leroux est élu maire du canton de Russell face à ses trois adversaires du conseiller Jamie Laurin, Donald Saint-Pierre et Ronald Thériault.

## Décès

### Janvier
- Lundi 6 janvier :
  - Larry D. Mann, 81 ans, acteur. (° 18 décembre 1922)
  - Don Ward, 78 ans, joueur de hockey sur glace. (° 19 octobre 1935)
- Mardi 14 janvier : Bernie Morelli, 70 ans, politicien (Conseiller municipal (en) de Hamilton en Ontario (1991-2014)). (° 6 août 1943)
- Jeudi 16 janvier : Dave Madden, 82 ans, acteur. (° 17 décembre 1931)
- Dimanche 19 janvier : Udo Kasemets, 94 ans, compositeur d'origine estonienne. (° 16 novembre 1919)
- Lundi 28 janvier : John Bothwell (en), 87 ans, auteur et évêque anglicanisme. (° 26 juin 1926)
- Mardi 29 janvier : Jack Stoddard (en), 87 ans, joueur de hockey. (° 26 septembre 1926)
- Jeudi 30 janvier : Cornelius Pasichny, 86 ans, hiérarque Catholique-Ukrainienne, évêque de Saskatoon (1996–1998) et de Toronto (1998–2003). (° 27 mars 1927)

### Février
- Vendredi 7 février : Doug Mohns, 80 ans, joueur de hockey sur glace. (° 13 décembre 1933)
- Lundi 10 février : Doug Jarrett (en), 69 ans, joueur de hockey sur glace. (° 22 avril 1944)
- Mardi 11 février : Peter Desbarats, 80 ans, auteur, dramaturge et journaliste. (° 2 juillet 1933)
- Lundi 24 février : Neil Harrison (en), 64 ans, joueur de curling. (° 23 janvier 1949)
- Mercredi 26 février : Sorel Etrog, artiste, écrivain et philosophe d'origine roumaine. (° 29 août 1949)

### Avril
- Mardi 1er avril :
  - Bill Mitchell (en), 84 ans, défenseur de hockey sur glace (° 22 février 1930).
  - Norman Warner (en), 70 ans, député fédéral de Stormont—Dundas (1984-1988) (° 23 décembre 1943).
- Mercredi 2 avril : Michael Pearse Lacey (en), 97 ans, évêque (° 26 novembre 1916).
- Jeudi 10 avril : Jim Flaherty, 64 ans, politicien, député de Whitby—Oshawa à la Chambre des communes (2006-2014) et ancien ministre des Finances sous le gouvernement de Stephen Harper (2006-2014) (° 30 décembre 1949).
- Dimanche 20 avril : Alistair MacLeod, écrivain (° 20 juillet 1936).
- Lundi 21 avril : Herb Gray, député fédéral d'Essex-Ouest (1962-1968) et Windsor-Ouest (1968-2002) (° 25 mai 1931).

### Mai
- Lundi 5 mai : Lynn R. Williams (en), dirigeant syndical (° 21 juillet 1924).
- Mardi 6 mai : Farley Mowat, écrivain (° 12 mai 1921).
- Samedi 24 mai : Knowlton Nash, auteur et journaliste (° 18 novembre 1927).

### Juillet
- Lundi 28 juillet : Marjolaine Hébert, 88 ans, actrice (° 13 avril 1926).

### Août
- Mercredi 20 août : Buddy MacMaster (en), 89 ans, violoniste (° 18 octobre 1924).

### Septembre
- Jeudi 18 septembre : Kenny Wheeler, trompettiste, bugliste et compositeur (° 14 janvier 1930).

### Octobre
- Samedi 18 octobre : Jean-Paul Saint-Pierre, 65 ans, maire du canton ontarien de Russell (2010-2014) et conseiller municipal (2006-2010) (° 1949)[23]